# 戈夫冰川
84°42′S 171°35′W / 84.700°S 171.583°W
戈夫冰川是南極洲的冰川，位於杜費克海岸，全長50公里，流經奧拉夫王子山脈和利利山脈，最終在加布羅山和布拉沃山之間注入羅斯冰架。